# Zvjezdan Misimović
Zvjezdan Misimović (München, 5. lipnja 1982.) je bivši bosanskohercegovački nogometaš i bivši član bosanskohercegovačke nogometne reprezentacije. Igrao je na poziciji veznog igrača.

## Klupska karijera
Nogometnu karijeru je počeo u juniorskim pogonima klubova SV Nord Lerchenau, TSV Forstenried, SV Gartenstadt Trudering, te FT München Gern. Kao junior odlazi u drugu momčad Bayerna, gdje je u razdoblju od 2000. do 2004. odigrao 102 utakmice i postigao 44 gola. Za prvu momčad Bayerna odigrao je samo 3 utakmice. Svoj prvi pravi angažman dobiva 2004, kada dolazi u VFL Bochum. U Bochumu postaje standardan igrač, te u 92 utakmice postiže 21 pogodak, u razdoblju od 2004. do 2007. 
Nakon Bochuma prelazi u 1. FC Nürnberg gdje je u sezoni 2007/08 odigrao 28 utakmica i postigao 10 golova. 2008. godine prelazi u VfL Wolfsburg. S Wolfsburgom je 2009. osvojio njemačku Bundesligu, te bio najbolji asistent lige. Krajem prijelaznog roka u kolovozu 2010. prelazi u redove turskog prvoligaša Galatasaraya za 7 milijuna eura. Međutim dolaskom Gheorghea Hagija na mjesto trenera Galatasaraya, premješta ga u drugi momčad pod izgovorom da mu nije potreban. Zbog konflikta s trenerom, u ožujku 2011. prelazi u Dinamo iz Moskve za 4,5 milijuna eura. Dana, 19. ožujka 2011. na svom debiju za Dynamo postigao je i svoj prvi gol protiv ekipe Rostova. Nakon FC Dynama, od siječnja 2013. transferom vrijednim 3,5 milijuna eura, postaje član kineskog prvoligaša Guizhou Renhe.

## Reprezentacija
Prije bosanskohercegovačke reprezentacije odigrao je jednu utakmicu za U-21 reprezentaciju SRJ. Za reprezentaciju BiH debitirao je 18. veljače 2004. na prijateljskoj utakmici protiv reprezentacije Makedonije. Svoj prvi gol u dresu reprezentacije postigao je 12. ožujka 2004. na prijateljskoj utakmici protiv reprezentacije Luksemburga. Drugi je kapetan reprezentacije BiH, te igrač s najviše nastupa u dresu reprezentacije.

## Obitelj
Roditelji su mu emigrirali iz Bosanske Gradiške u Njemačku krajem 1960-ih. Oženjen je Makedonkom Stefanijom, s kojom ima tri sina.